# Lipcsey Ádám
Lipcsey Ádám (Tiszafüred, 1864. június 16. – Budapest, 1910. december 11.) újságíró, politikus, országgyűlési képviselő (1910).

## Élete
Lipcsey Péter birtokos és Hoffmann Melánia fia. A Budapesti Tudományegyetemen jogot végzett.  1888-tól a Szegedi Napló, 1890-től a Szeged, s még ugyanebben az évben a Szegedi Híradó munkatársa lett. 1893-ban Budapestre költözött és a Fővárosi Lapok, majd a Pesti Hírlap munkatársa volt. Szerkesztette a Borsszem Jankót. Szatirikus verseket, elbeszéléseket írt.
1910-ben a Nemzeti Munkapárt programjával megválasztották Miskolc északi (II.) kerületének országgyűlési képviselőjévé, ám a június végén kezdődő ülésszak munkájában csak néhány hónapig vehetett részt, decemberben elhunyt.
Házastársa Sarbó Terézia volt, akivel 1910. szeptember 15-én Budapesten, a Ferencvárosban kötött házasságot.

## Művei
- Vígírások (elbeszélés, Eger, 1883)
- Gyöngyvirág és kisebb versek (versek, 1889)
- Árnyék (versek, 1891)
- Egy emberöltő (versek, Szeged, 1909)
- A nagy vízen lefelé... (versek, 1909)